# アングリースクワッド 公務員と7人の詐欺師
『アングリースクワッド 公務員と7人の詐欺師』は、2024年11月22日に公開の日本映画。監督は上田慎一郎、主演は内野聖陽。2016年に韓国で放送されたテレビドラマ『元カレは天才詐欺師 〜38師機動隊〜』のリメイク映画で、『カメラを止めるな!』公開前の2018年から上田を中心に企画が進められた。

## キャスト
熊沢二郎
演：内野聖陽
税務署に勤務する公務員。まじめだが気弱な性格。
氷室マコト
演：岡田将生
天才詐欺師。判断力と頭脳に優れている。
望月さくら
演：川栄李奈
熊沢の部下。大物が相手だろうと物怖じしない正義感の持ち主。
白石美来
演：森川葵
元女優。演技力が高く、どんな役柄でもなり切れる。
村井竜也
演：後藤剛範
当たり屋。
丸健太郎
演：上川周作
メカニック担当。偽造にかけてはプロ級の腕前を誇る。
五十嵐薫
演：鈴木聖奈
ルリ子の娘。債権者の指を詰めるためのトンカチを肌身離さず持ち歩いている。
五十嵐ルリ子
演：真矢ミキ
闇金業者。
八木晋平
演：皆川猿時
刑事。熊沢の幼なじみ。
酒井恵美子
演：神野三鈴
橘の会社専属の司法書士。
安西元義
演：吹越満
熊沢が勤務する税務署の署長。
橘大和
演：小澤征悦
日本で有数の企業を率いる社長で、熊沢や氷室たちのターゲット。カリスマ性がある一方で、裏では脱税を隠蔽し、自身に歯向かう者を容赦なく切り捨てる冷徹さも併せ持つ。

## スタッフ
- 原作：『Squad38（38사기동대）』邦題『元カレは天才詐欺師 〜38師機動隊〜』（STUDIO DRAGON CORPORATION / created by Han Jung-Hoon, distributed by CJ ENM Co., Ltd.）
- 監督：上田慎一郎
- 脚本：上田慎一郎、岩下悠子[5][6]
- 企画プロデュース：伊藤主税[5][6]
- エグゼクティブ・プロデューサー：前野展啓[5][6]
- ゼネラル・プロデューサー：西山剛史[5][6]
- プロデューサー：内部健太郎、門馬直人、川端基夫[5][6]
- ラインプロデューサー：坂上也寸志[5][6]
- キャスティング：伊藤尚哉[5][6]
- 撮影：山本周平[5][6]
- 照明：鳥内宏二[5][6]
- 録音：西條博介[5][6]
- 装飾：前屋敷恵介[5][6]
- 監督補佐：ふくだみゆき[5][6]
- 助監督：上野貴弘[5][6]
- 制作担当：石井修之[5][6]
- スクリプター：中村愛由美[5][6]
- 特機：佐川敬一[5][6]
- 衣装：松本人美[5][6]
- ヘアメイク：菅原美和子[5][6]
- 編集：上田慎一郎、江橋佑太[5][6]
- VFXスーパーバイザー：エドリントン・バナード[5][6]
- カラリスト：大西悠斗[5][6]
- 音響効果：柴崎憲治[5][6]
- 音楽：鈴木伸宏、伊藤翔磨[5][6]
- 配給：NAKACHIKA PICTURES、JR西日本コミュニケーションズ[5][6]
- 制作プロダクション：and pictures、FAB[6]
- 製作幹事：エイベックス・ピクチャーズ、and pictures、レコチョク
- 製作：アングリースクワッド製作委員会（エイベックス・ピクチャーズ、NAKACHIKA PICTURES、and pictures、博報堂DYミュージック&ピクチャーズ、JR西日本コミュニケーションズ、Alba、Your Films、レコチョク、ファイブスター インタラクティブ、amo、モクカ、FAB）[6]

## 主題歌
「名前を忘れたままのあの日の鼓動 feat. 峯田和伸」（A.S.A.B）
作詞：KERENMI、タカノシンヤ / 作曲：KERENMI / 編曲：KERENMI、KOHD

## WEBドラマ
映画本編の3年前を描くオリジナルドラマ『アングリースクワッド EPISODE ZERO』が2024年11月14日・21日・28日にLeminoにて配信された。全3話で、第1話のみ無料配信が実施され、第2話と第3話はLeminoプレミアムにて配信される。

### キャスト（WEBドラマ）
氷室マコト
演：岡田将生
天才詐欺師。
白石美来
演：森川葵
女優志望だったが、ある出来事がきっかけで多額の借金を抱えており、ネットカフェで生活しながら詐欺を働いている。
村井竜也
演：後藤剛範
闇金の取り立て屋。
片岡由紀子
演：森田想
美来の俳優志望仲間。
塚原
演：大迫茂生
麗華と通じている闇金のボス。
ラメッシュ
演：バルニー
権藤
演：板垣雄亮
麗華の秘書。
田畑
演：関幸治
渡麗華
演：清水美砂
芸能事務所「ホワイトアクト」の代表を務める女優。裏では闇金と繋がっており、俳優を目指す若者たちから金銭を搾取している。

### スタッフ（WEBドラマ）
- 原案：『Squad38（38사기동대）』邦題『元カレは天才詐欺師 〜38師機動隊〜』（STUDIO DRAGON CORPORATION / created by Han Jung-Hoon, distributed by CJ ENM Co., Ltd.）
- 脚本・監督：上田慎一郎[8][9]
- 音楽：鈴木伸宏、伊藤翔磨
- 主題歌：KERENMI「名前を忘れたままのあの日の鼓動 feat. 峯田和伸」（A.S.A.B）
- 挿入歌：Lazer Owl「Coming Up (feat. King Marino)」「Set Fire to The Night (feat. Anthony Lazaro)」 （Lazaro Records）
- エグゼクティブプロデューサー：田中智則[8]
- チーフプロデューサー：上田徳浩、西山剛史、伊藤主税[8]
- プロデューサー：津島彩乃、眞木彩奈、内部健太郎、門馬直人、川端基夫[8]
- アソシエイト・プロデューサー：大森美希、大橋和実
- ラインプロデューサー：坂上也寸志
- キャスティング：伊藤尚哉
- Mixing Engineer：葛巻善郎
- 撮影：山本周平
- 照明：鳥内宏二
- 録音・MA：西條博介
- 装飾：前屋敷恵介
- 助監督：上野貴弘、岡本博文、森田俊灮
- 制作担当：石井修之
- スクリプター：沖宏美
- 特機：佐川敬一
- 衣装：松本人美
- ヘアメイク：菅原美和子
- 特殊メイク：快歩
- 編集：上田慎一郎、江橋佑太
- VFXスーパーバイザー：エドリントン・バナード
- 音響効果：三浦光太郎
- AP：竹森昌弘、吉永薫
- 制作：エイベックス・ピクチャーズ、and pictures、FAB
- 製作・著作：NTTドコモ